# مارتن فاسالو أرجويلو

## وصلات خارجية
- مارتن فاسالو أرجويلو على موقع رابطة محترفي التنس (الإنجليزية)
- مارتن فاسالو أرجويلو على موقع الاتحاد الدولي لكرة المضرب (الإنجليزية)
- مارتن فاسالو أرجويلو على موقع كأس ديفيز (الإنجليزية)
- مارتن فاسالو أرجويلو على موقع خلاصة التنس.كوم (الإنجليزية)